# ديه لانكستر
ديه لانكستر (بالإنجليزية: Des Lancaster)‏ هو لاعب كرة قدم بريطاني، ولد في 16 يوليو 1937 في بيرنلي في المملكة المتحدة، وتوفي بنفس المكان في 2000. لعب مع دارلينجتون إف سى ونادي بيرنلي ونادي ترانمير روفرز لكرة القدم.